# Zamek w Czarnym Borze
Zamek w Czarnym Borze – wybudowany przed 1355 rokiem w Czarnym Borze.

## Położenie
Zamek położony jest w Czarnym Borze – w Polsce, w województwie dolnośląskim, w powiecie wałbrzyskim, w gminie Czarny Bór. Położony jest w Sudetach Środkowych, na pograniczu Gór Wałbrzyskich i Kamiennych (pasmo Czarnego Lasu i Lesistej), w dolinie Leska (prawego dopływu Bobru) i jego dopływu – Grzędzkiego Potoku.

## Historia
Nie jest znana dokładna data powstania zamku. Jednakże na podstawie analizy wydarzeń historycznych można w przybliżeniu określić czas jego powstania na pierwszą połowę XIV w. Strzegł on szlaku handlowego prowadzącego do Czech. Zamek po raz pierwszy odnotowany jest w 1355  wśród warowni, wobec których piastowski książę Bolko II świdnicki podjął akcję zbrojną. Choć przyjmuje się, że działania księcia wymierzone były przeciw zbuntowanemu rycerstwu, brak jest pewnych danych na temat ówczesnego pana zamku. Wzmianka z 1364 wskazuje, że twierdza Czarny Bór pozostawała co najmniej do tego czasu we władaniu Bolka II. W 1371 Witek Czech z Rodov pod Jaromierzem wystawił dokument, w którym przekazał w dożywocie zamek z przyległościami swej żonie Jutcie. Obiekt został wymieniony w dokumencie z 1373, jako punkt odniesienia w stosunku do zarośli Heine, zlokalizowanych między Czadrowem a Czarnym Borem, które sprzedał  Mikołaj Ottendorf opatowi krzeszowskiemu Mikołajowi Kestnerowi. Od 1368 odnotowywany jest w dokumentach księstwa świdnickiego Zygmunt von Schwarzwaldau, syn nieżyjącego już wówczas Witka Czecha. W 1390 Zygmunt zapisał swe dobra wraz z zamkiem w Czarnym Borze na wypadek bezpotomnej śmierci, na rzecz Tammo z Łażan. Jak można sądzić, aktu tego dokonał będąc w pełni sił, gdyż wzmiankowany był jeszcze w 1394. W 1471 we wsi Czarny Bór miało być pobierane cło na przeprawie przez Lask (droga z Boguszowa do Kamiennej Góry). Zniszczenie warowni miało nastąpić w 1509 Od tego też czasu zamek pozostawał w ruinie.
Zamek wybudowany został na niewielkim "wzgórzu" otoczonym podmokłymi łąkami. Budowla została wybudowana na podmokłych łąkach w dolinie rzeki Lesk. Bagna stanowiły jego naturalną ochronę, dodatkowo wokół zamku była wykonane dwie fosy. Do naszych czasów zachowała się tylko część wieży i fragmenty murów. Na murze wieży widoczne jest intensywne działanie ognia. Obecnie wśród kępy lasu jest mało widoczna z daleka jej ruina.